# إينوياشا: جزيرة هوراي القرمزية
إينوياشا: جزيرة هوراي القرمزية (باليابانية: 映画犬夜叉 紅蓮の蓬莱島، بالروماجي: Eiga Inuyasha: Guren no Hōraijima) هو فيلم أنمي من إخراج توشيا شينوهارا وتأليف كاتسويوكي سوميساوا ومن إنتاج استوديو سنرايز. الفيلم مقتبس من سلسلة مانغا إينوياشا، من تأليف روميكو تاكاهاشي. هذا الفيلم هو الفيلم الرابع في السلسلة. عرض الفيلم في اليابان في 23 ديسمبر عام 2004.

## القصة
تدور أحداث القصة عن مجموعة من الأطفال نصف الشياطين في جزيرة هوراي، يشاهدون فتاة تشبه كيكيو تأتي إلى الحياة في كرة خضراء في مرجل الرنين. تظهر أربع ندوب علامة آلهة الحرب الأربعة على ظهور جميع الأطفال باستثناء أصغرهم، التي تهرب من الجزيرة، ويتم إنقاذها من قبل إينوياشا والآخرين، تطلب الفتاة من إينوياشا أنقاذ الأطفال في الجزيرة.

## الأداء الصوتي
| الشخصية         | الأداء الصوتي   |
| --------------- | --------------- |
| إينوياشا        | كابي ياماغوتشي  |
| كاجومي هيغوراشي | ساتسوكي يوكينو  |
| ميروكو          | كوجي تسوجيتاني  |
| سانغو           | هوكو كواشيما    |
| شيبو            | كوميكو واتانابي |
| كيكيو           | نوريكو هيداكا   |
| سيشيومارو       | كين ناريتا      |
| جاكين           | تشو             |
| رين             | ماميكو نوتو     |
| ريورا           | نوبوتوشي كانا   |
| كيورا           | نوبوؤو توبيتا   |
| جورا            | تاكيشي كوساو    |
| غورا            | تاداهيسا سايزين |
| أساغي           | فوميكو أوريكاسا |
| داي             | يو كوباياشي     |
| روك             | ريكو كيوتشي     |
| شيون            | كاوري شيميزو    |
| مويغي           | يوكي ماسودا     |
| آي              | إيمي موتوي      |
| السيدة كانادي   | توميكو فان      |
| سيتين           | تومونوري جيناي  |
| كوجاكو          | ميتسكي سايغا    |

## وصلات خارجية
- الموقع الرسمي باللغة اليابانية
- إينوياشا: جزيرة هوراي القرمزية على موقع IMDb (الإنجليزية)
- إينوياشا: جزيرة هوراي القرمزية على موقع نتفليكس (الإنجليزية)
- إينوياشا: جزيرة هوراي القرمزية على موقع فيلمافينيتي (الإسبانية)
- إينوياشا: جزيرة هوراي القرمزية على موقع قاعدة بيانات الفيلم (الإنجليزية)
- إينوياشا: جزيرة هوراي القرمزية على موقع ليتربوكسد (الإنجليزية)
- إينوياشا: جزيرة هوراي القرمزية على موقع كينوبويسك (الروسية)
- إينوياشا: جزيرة هوراي القرمزية على موقع ANN anime (الإنجليزية)